# Merinthopodium neuranthum
Merinthopodium neuranthum là loài thực vật có hoa trong họ Cà. Loài này được (Hemsl.) Donn. Sm. mô tả khoa học đầu tiên năm 1897.